# راسيل هوارث
راسيل هوارث (بالإنجليزية: Russell Howarth)‏ (27 مارس 1982 في المملكة المتحدة - ) هو لاعب كرة قدم بريطاني في مركز حراسة المرمى. شارك مع منتخب إنجلترا تحت 16 سنة لكرة القدم ومنتخب إنجلترا تحت 18 سنة لكرة القدم ومنتخب إنجلترا تحت 20 سنة لكرة القدم. أما مع النوادي، فقد لعب مع برادفورد سيتي ونادي ترانمير روفرز لكرة القدم ونادي يورك سيتي.

## وصلات خارجية
- راسيل هوارث على موقع قاعدة بيانات كرة القدم.إي يو (الإنجليزية)
- راسيل هوارث على موقع Soccerbase.com (لاعب) (الإنجليزية)
- راسيل هوارث على موقع Soccerway.com (الإنجليزية)